# نیامی
نیامی (تلفظ فرانسوی: [njamɛ]، نیامِ) پایتخت و بزرگ‌ترین شهر کشور نیجر در غرب آفریقا است.
این شهر بر کرانه‌ی شرقی رود نیجر واقع شده است و جمعیتی نزدیک به یک میلیون و سیصد هزار تن دارد (برآورد ۲۰۲۰). از دلیل‌های رشد جمعیت بسیار تند این شهر، کوچ مردم برای یافتن کار به‌ویژه در زمان خشکسالی و نرخ باروری بالای آن است که سبب شده که بیشینه‌ی مردم این شهر جوان باشند.
سرعت رشد جمعیت این شهر، نسبت به میانگین رشد جمعیت کشور دربرگیرنده (نیجر) - که بالاترین نرخ باروری در همه‌ی جهان را داراست - پایین ترست.
نیامی در بخشی ارزن مرواریدی خیز واقع شده است و صنایع آن شامل آجرسازی، محصولات سرامیکی، سیمان و بافندگی می‌باشد.

## جغرافیا
نیامی پایتخت و بزرگ‌ترین شهر کشور نیجر واقع در غرب آفریقا است. این شهر در کنار رود نیجر واقع شده است. بیشتر مساحت نیامی در کرانه شرقی این رود گسترش یافته است. نیامی مرکز مدیریت، فرهنگ و اقتصاد نیجر می‌باشد. جمعیت نیامی در سال در سال ۲۰۰۶ میلادی ۷۷۴٬۲۳۵ نفر بوده است که تخمین زده می‌شود امروز بسیار بیشتر از این تعداد باشد.
این شهر در سده ۱۸ میلادی بنیان‌گذاری شده است.

## رشد جمعیت

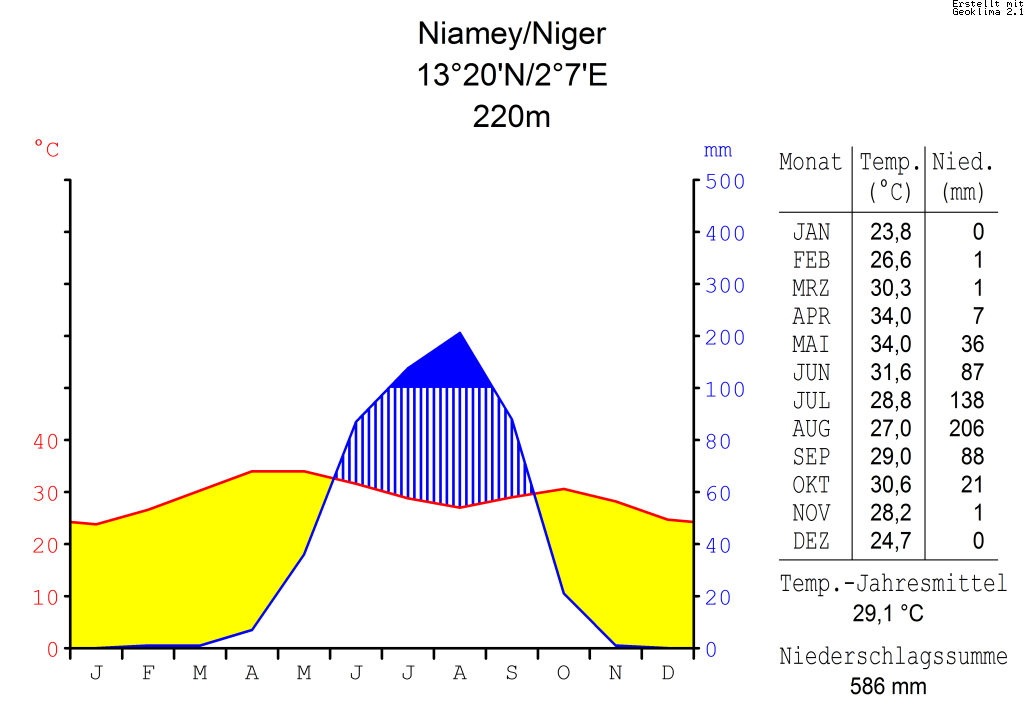
نمودار هواشناسی نیامی.

| سال  | جمعیت     |
| ۱۹۰۱ | ۶۰۰       |
| ۱۹۳۰ | ۳٫۰۰۰     |
| ۱۹۶۰ | ۳۰٫۰۰۰    |
| ۱۹۸۸ | ۳۹۱/۸۷۶   |
| ۲۰۱۲ | ۹۷۸/۰۲۹   |
| ۲۰۱۸ | ۱/۱۸۵/۰۰۰ |

بجز آمار سال ۱۹۸۸ دیگر رقم‌ها برآورد می‌باشند.

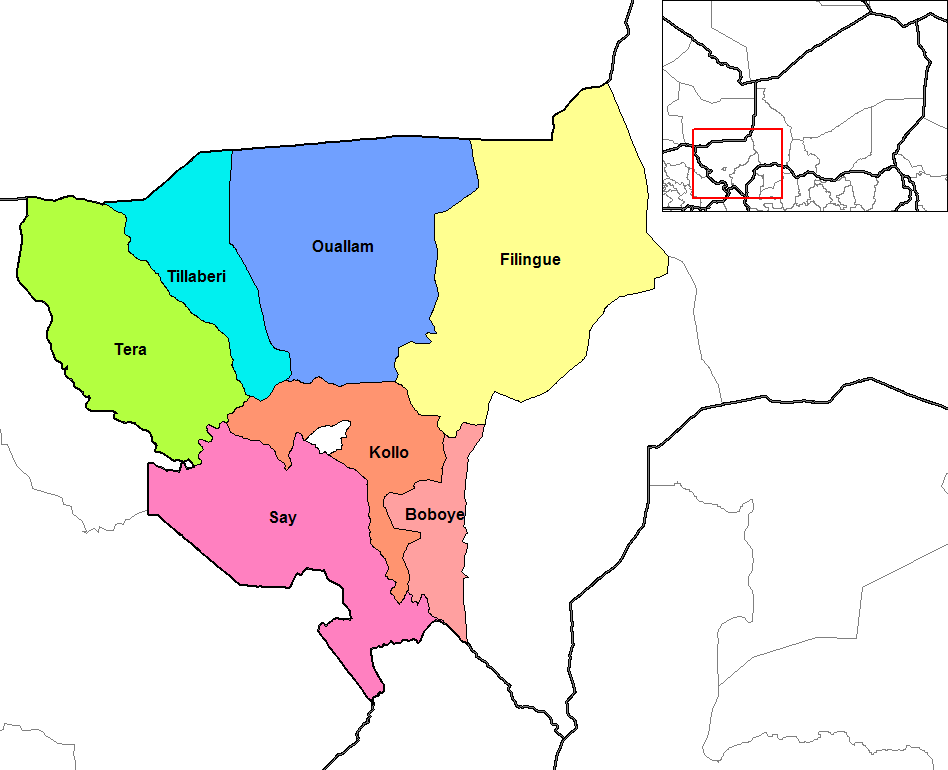